# Jason Young (Leichtathlet, 1991)
Jason Young (* 21. März 1991) ist ein jamaikanischer Sprinter.
Young gewann bei der Universiade 2011 in Shenzhen mit 20,59 s über 200 Meter Silber. Im Jahr darauf gelang ihm dann der internationale Durchbruch. Im Juli lief er beim Spitzen Meeting in Luzern erst 10,06 s über 100 Meter und später 19,86 s über 200 Meter, womit er nicht nur Warren Weir besiegte, sondern auch die sechstschnellste Zeit des Jahres lief. Durch die plötzliche Aufmerksamkeit schaffte er es auch zu Teilnahmen bei den begehrten Diamond League Meetings in Lausanne, Zürich und schließlich in Brüssel, wo er mit 19,92 s seinen Status als eines der größten 200-Meter-Talente unterstrich.
Ins Jahr 2013 startete er in Kingston mit 10,21 s über 100 Meter. Dieselbe Zeit wurde auch bei seinem nächsten Rennen, dem Meeting in Doha, gemessen. Auf ein Podium kam er allerdings erst am 18. Mai bei seinem 200-Meter-Lauf in Shanghai. Dort kam er mit 20,22 s hinter Weir und Gatlin auf den dritten Platz. Selbigen belegte er am 1. Juni in Eugene, dieses Mal in 20,20 s hinter Ashmeade und Dix. Bei den jamaikanischen Meisterschaften verpasste er als Fünfter im 200-Meter-Finale eine Teilnahme bei den Weltmeisterschaften in Moskau. Mit Lausanne und Paris folgten im Juli weitere Diamond-League-Teilnahmen. Nach 20,07 s in Budapest lief er am 17. Juli zum ersten Mal im Jahr unter 20 Sekunden. Beim Spitzen-Meeting in Luzern, wo er im Vorjahr mit 19,86 s Bestleistung gelaufen war, gewann er in 19,98 s.

## Persönliche Bestleistungen
| Disziplin | Zeit (s) | Ort             | Datum         |
| --------- | -------- | --------------- | ------------- |
| 100 m     | 10,06    | Luzern, Schweiz | 17. Juli 2012 |
| 200 m     | 19,86    | Luzern, Schweiz | 17. Juli 2012 |